# Drahany
Městys Drahany (hanácky Drahanê) se nachází v okrese Prostějov v Olomouckém kraji. Žije zde 517 obyvatel.

## Název
Na vesnici bylo přeneseno původní pojmenování jejích obyvatel Drahani, což bylo množné číslo osobního jména Drahan (to byla domácká podoba některého jména začínajícího na Drah-, např. Drahomil, Drahobud aj.). Význam místního jména byl "Drahanovi, Drahanova rodina".

## Historie
První písemná zmínka o obci pochází z roku 1310. Po dobytí blízkého hradu Drahans (Drahuš), který se v lidovém podání nazývá Starý Plumlov, Janem Lucemburským se Drahany dostaly do rukou krále, ten je ale roku 1322 prodal jako součást plumlovského panství Vokovi z Kravař. V rukou rodu pánů z Kravař zůstaly Drahany až do roku 1495 kdy zemřel poslední člen tohoto rodu – Johanka z Kravař, která měla za manžela Jana Heralta z Kunštátu. Poté přechází Drahany do rukou Pernštejnů a v roce 1599 do rukou Karla z Lichtenštejna.
Za třicetileté války byly Drahany z velké části zničeny, avšak později obnoveny. V roce 1940 se stalo městečko součástí tzv. „vyškovské střelnice.“ Obec byla násilně vystěhována a stala se cílem střelby. Mnoho domů bylo poničeno nebo úplně zbořeno. Po ukončení druhé světové války se většina obyvatel vrátila zpět do své vesnice, mnozí se však nikam vrátit nemohli a osídlili vesnici Libinu na Šumpersku. Roku 1984 byl u kostela nalezen poklad s 556 stříbrnými mincemi z období třicetileté války.
Od 10. října 2006 byl obci vrácen status městyse. Ten původně obec získala roku 1384, ovšem přišla o něj před třicetiletou válkou, a načas jí byl titul městyse navrácen až v novodobé historii, roku 1908. V důsledku zmenšení vojenského újezdu Březina bylo k obci 1. ledna 2016 připojeno katastrální území Občiny u Drahan.

## Obyvatelstvo

### Struktura
Vývoj počtu obyvatel za celou obec i za jeho jednotlivé části uvádí tabulka níže, ve které se zobrazuje i příslušnost jednotlivých částí k obci či následné odtržení.
| Místní části   | Místní části | 1869 |  | 1880 | 1890 | 1900 | 1910  | 1921  | 1930 | 1950 | 1961 | 1970 | 1980 | 1991 | 2001 | 2011 |
| -------------- | ------------ | ---- |  | ---- | ---- | ---- | ----- | ----- | ---- | ---- | ---- | ---- | ---- | ---- | ---- | ---- |
| Počet obyvatel | část Drahany | 21   |  | 19   | 13,5 | 22   | 29000 | 1 007 | 990  | 799  | 755  | 674  | 621  | 564  | 530  | 523  |
| Počet domů     | část Drahany | 1    |  | 3    | 2    | 4    | 5     | 4     | 5    | 6    | 181  | 10   | 18   | 190  | 192  | 1030 |

## Pamětihodnosti
- Muzeum Drahanské vrchoviny a vzdělávací centrum Tomáše Garrigua Masaryka[8]
- Farní kostel svatého Jana Křtitele[5]
- Socha svatého Jana Nepomuckého za kostelem
- Domy čp. 24, 68, asanace
- Větrná elektrárna

## Přírodní poměry
Obec leží ve východní části Drahanské vrchoviny, které dala své jméno. Přímo v obci pramení říčka Velká Haná, severozápadně od obce Otinoveský potok. V katastru obce se nacházejí přírodní památky Nebeský rybník a Údolí Velké Hané.

## Fotogalerie

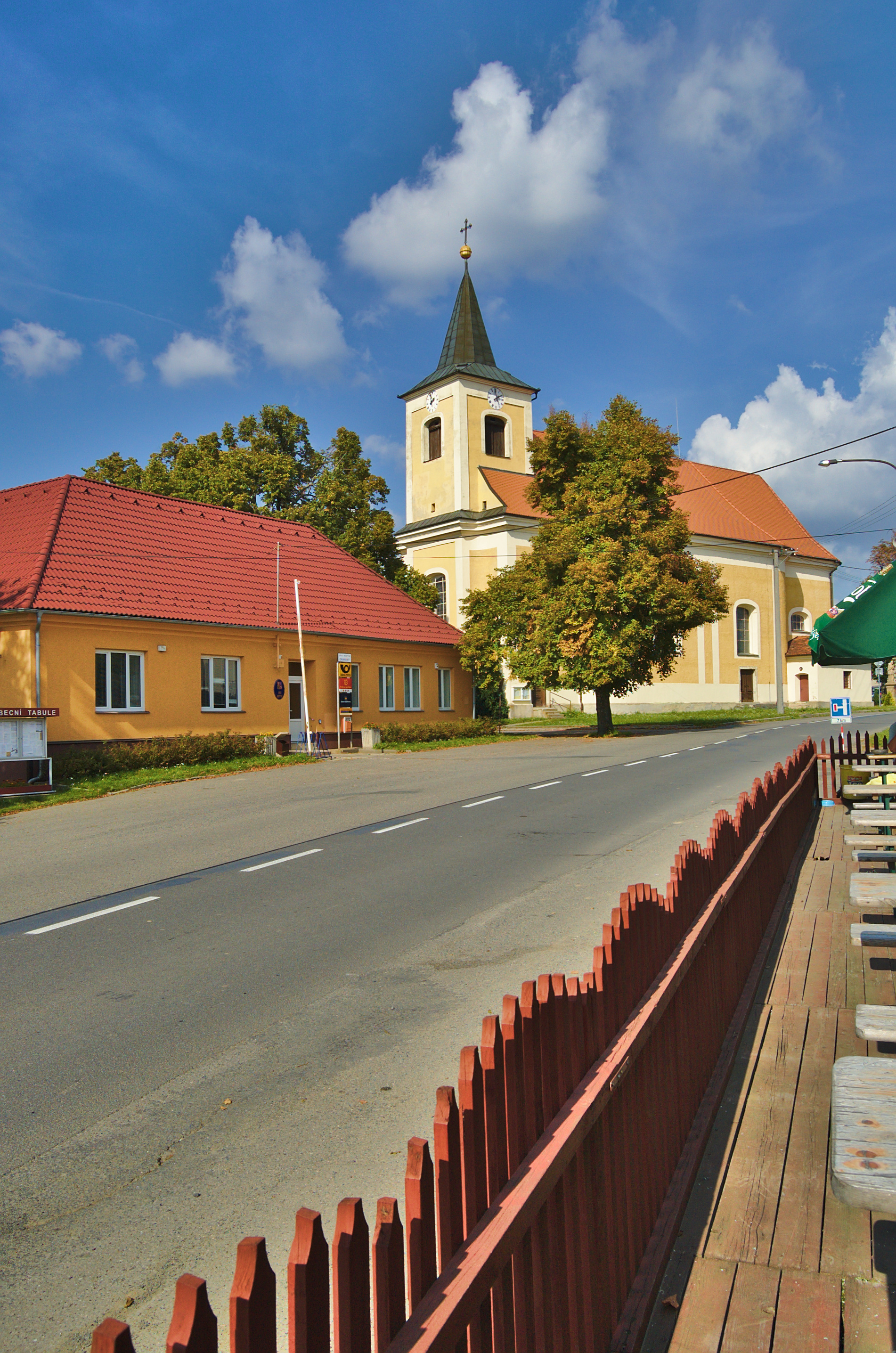
Kostel svatého Jana Křtitele
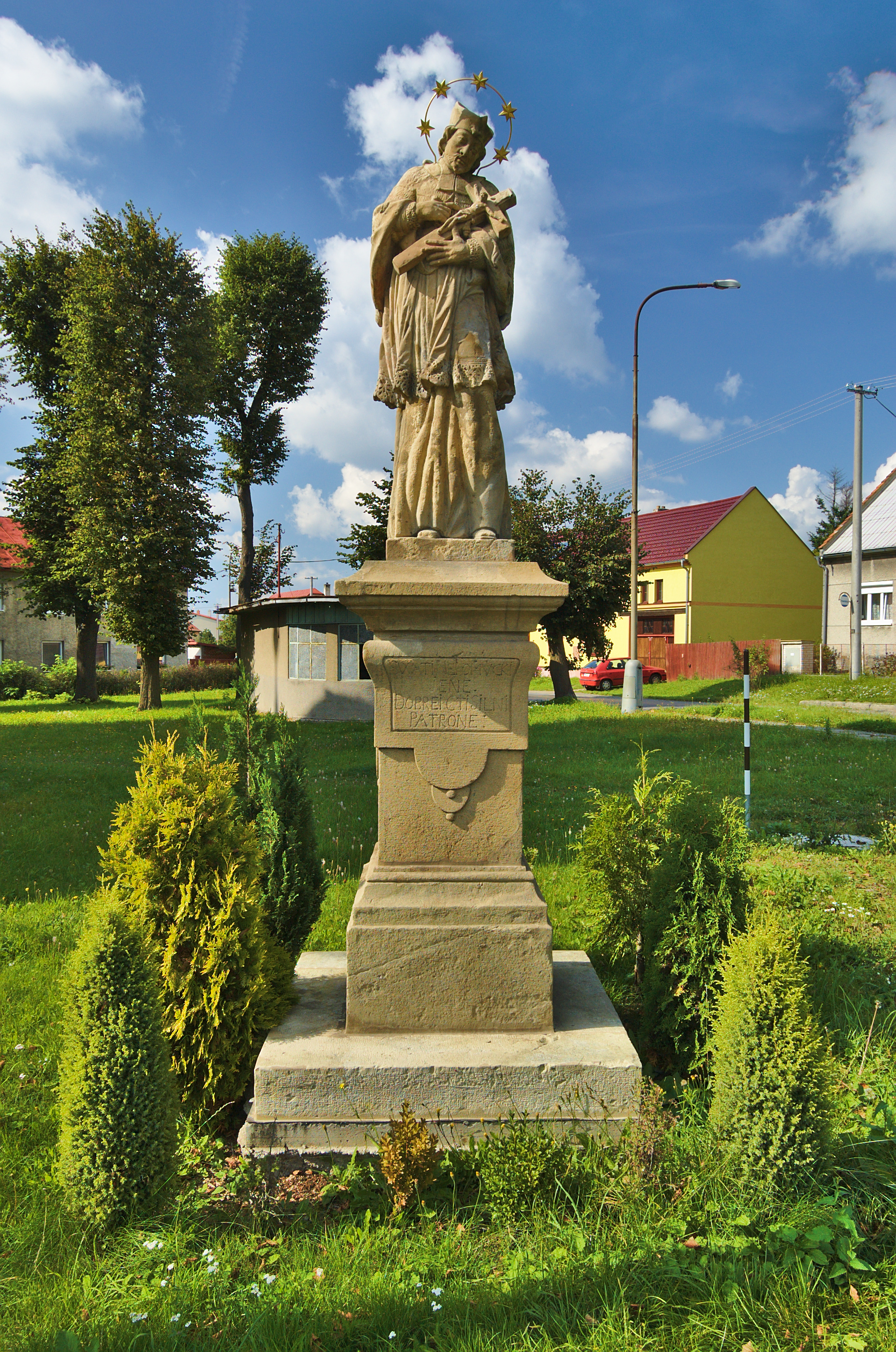
Socha svatého Jana Nepomuckého
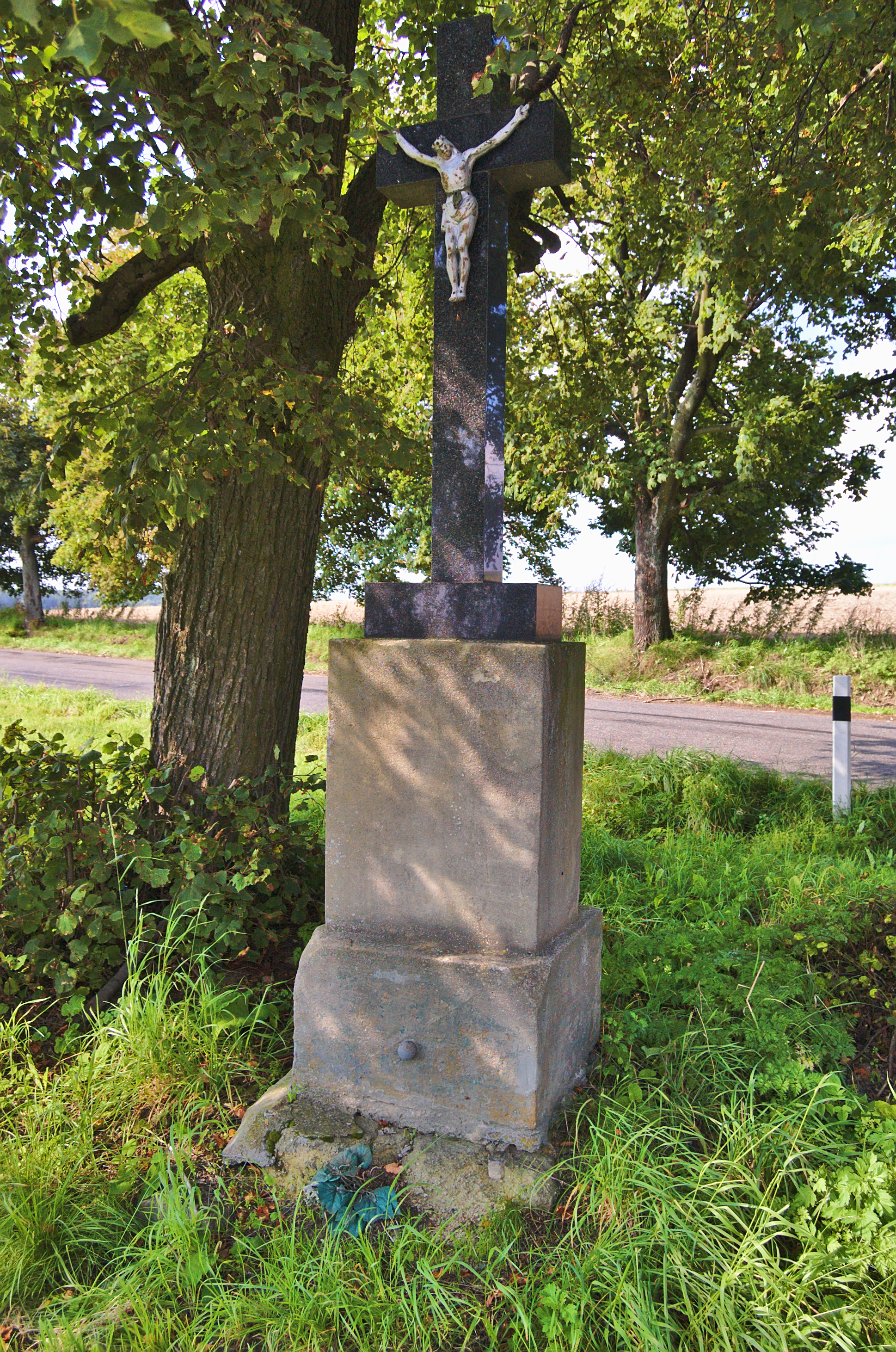
Kříž na křižovatce silnic do Otinovse a Nivy
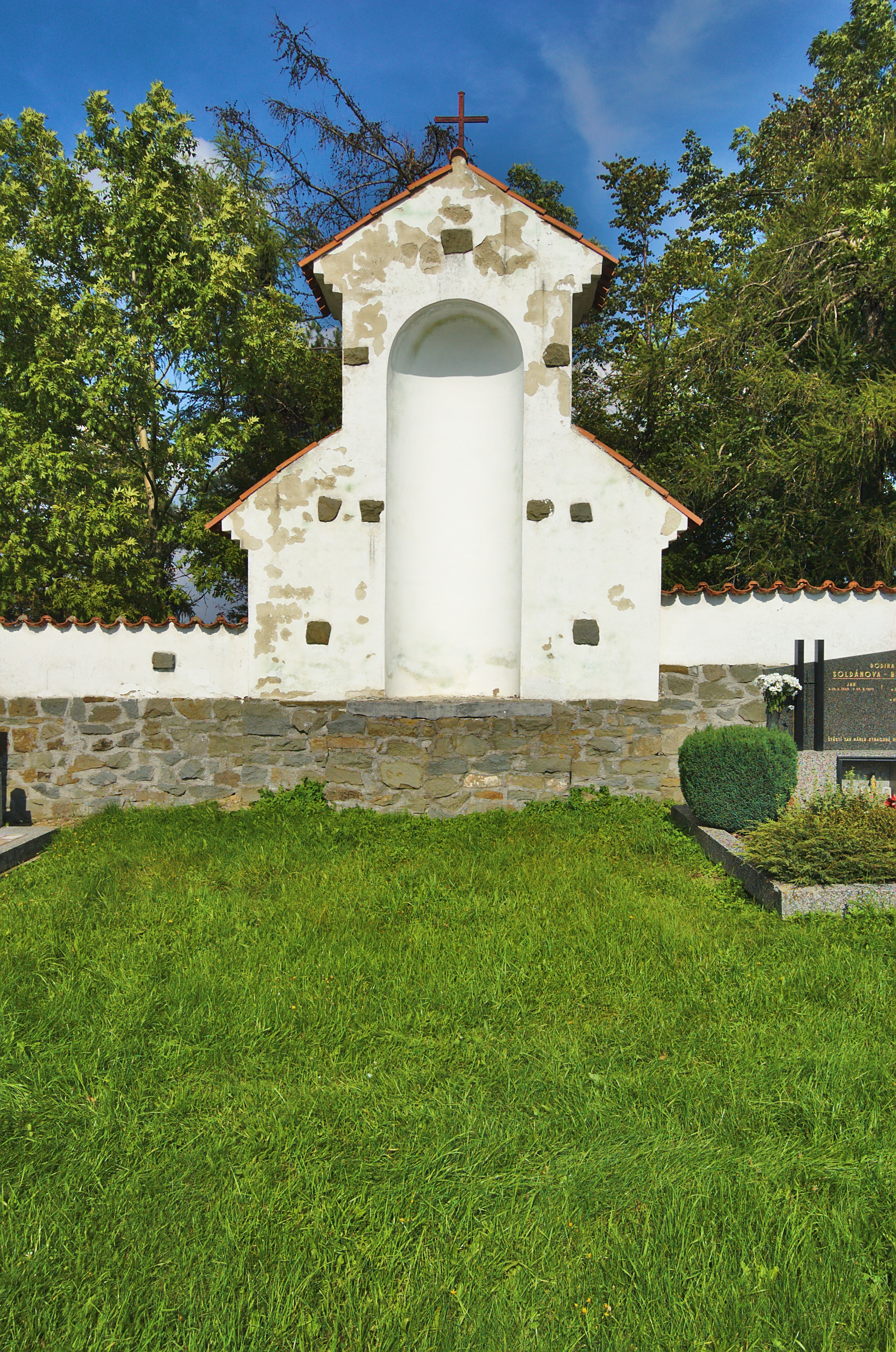
Hřbitov - výklenková kaple
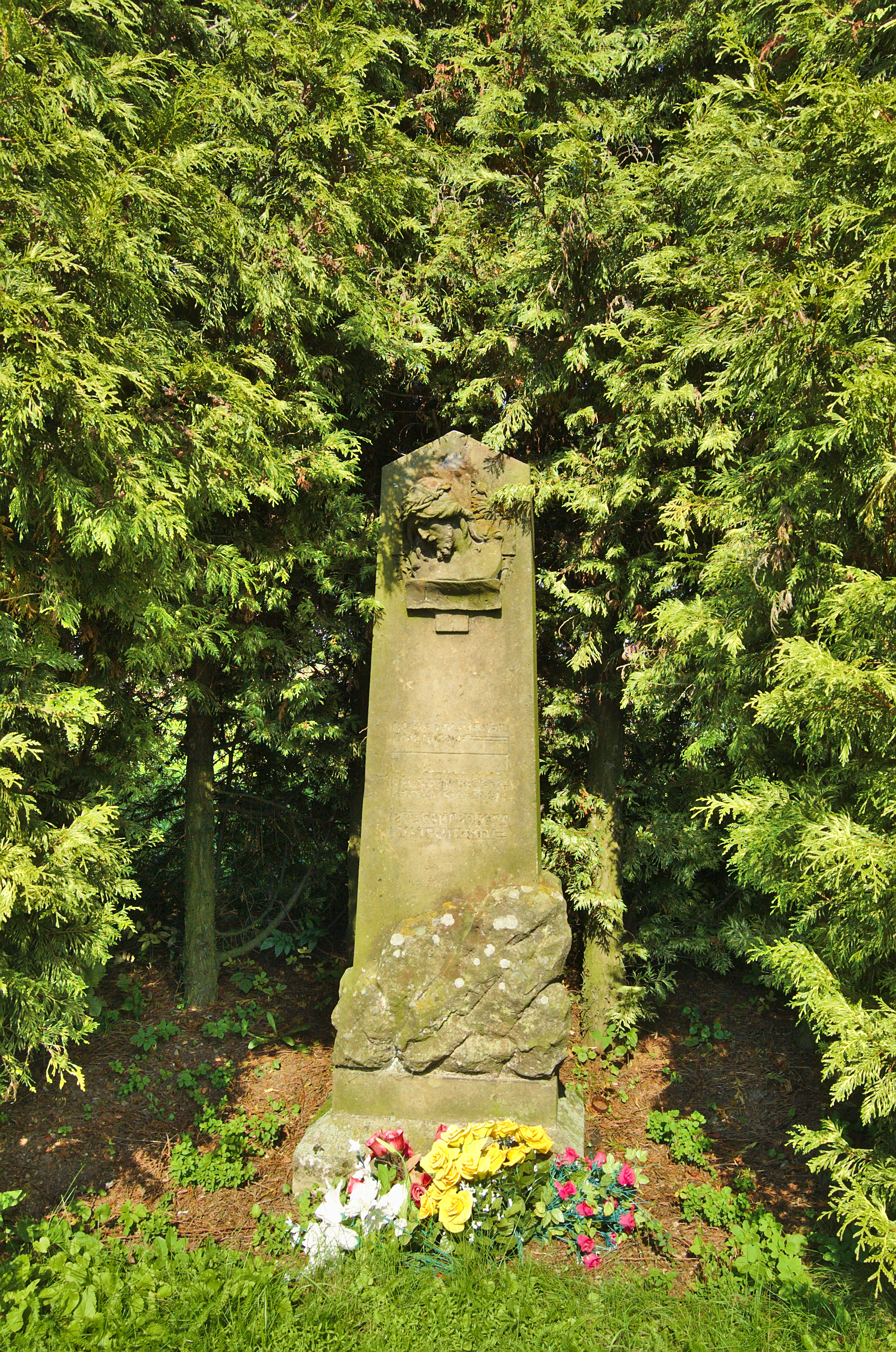
Památník před hřbitovem
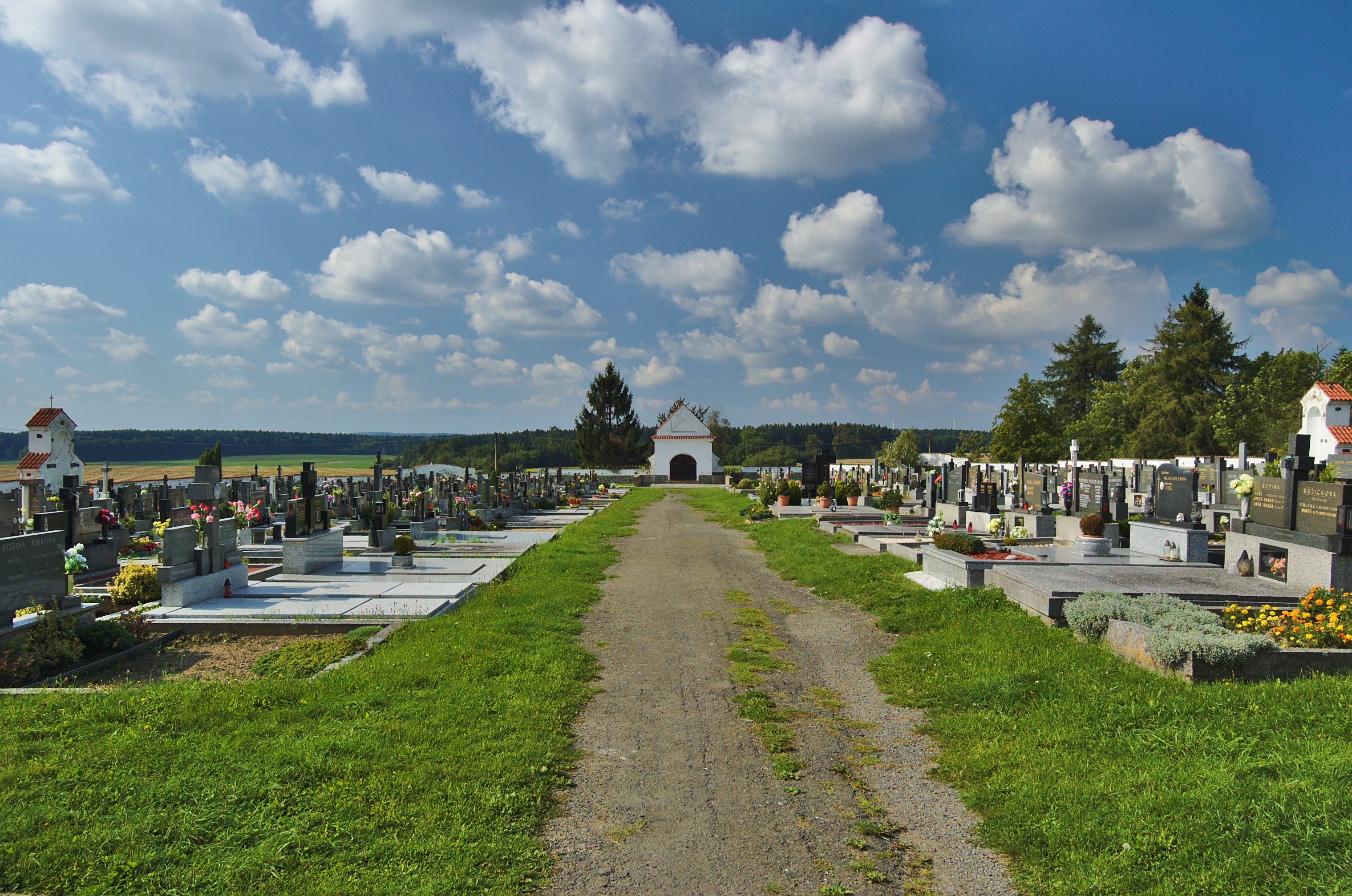
Hřbitov
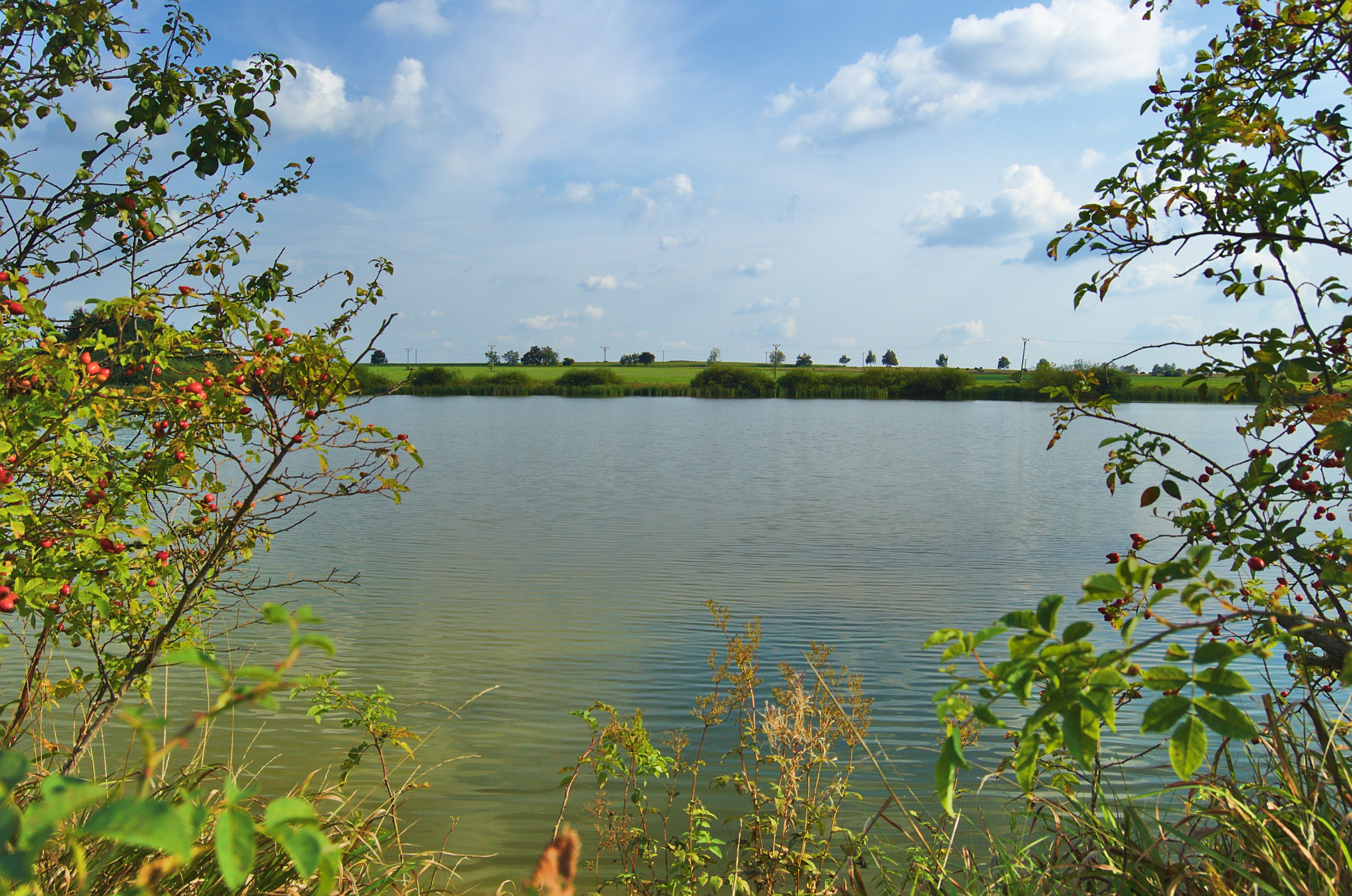
Přírodní památka Nebeský rybník
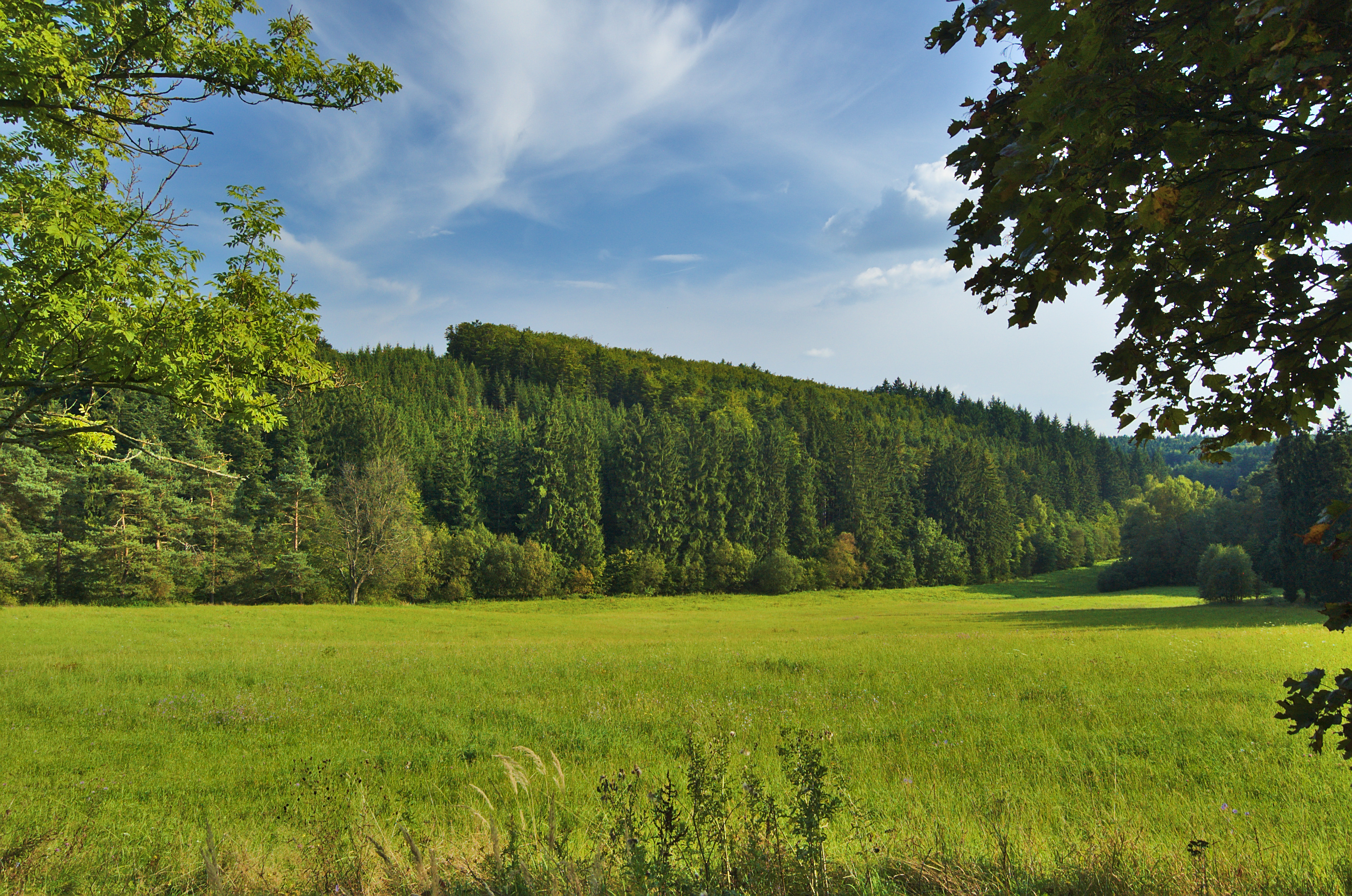
Přírodní památka Údolí Velké Hané
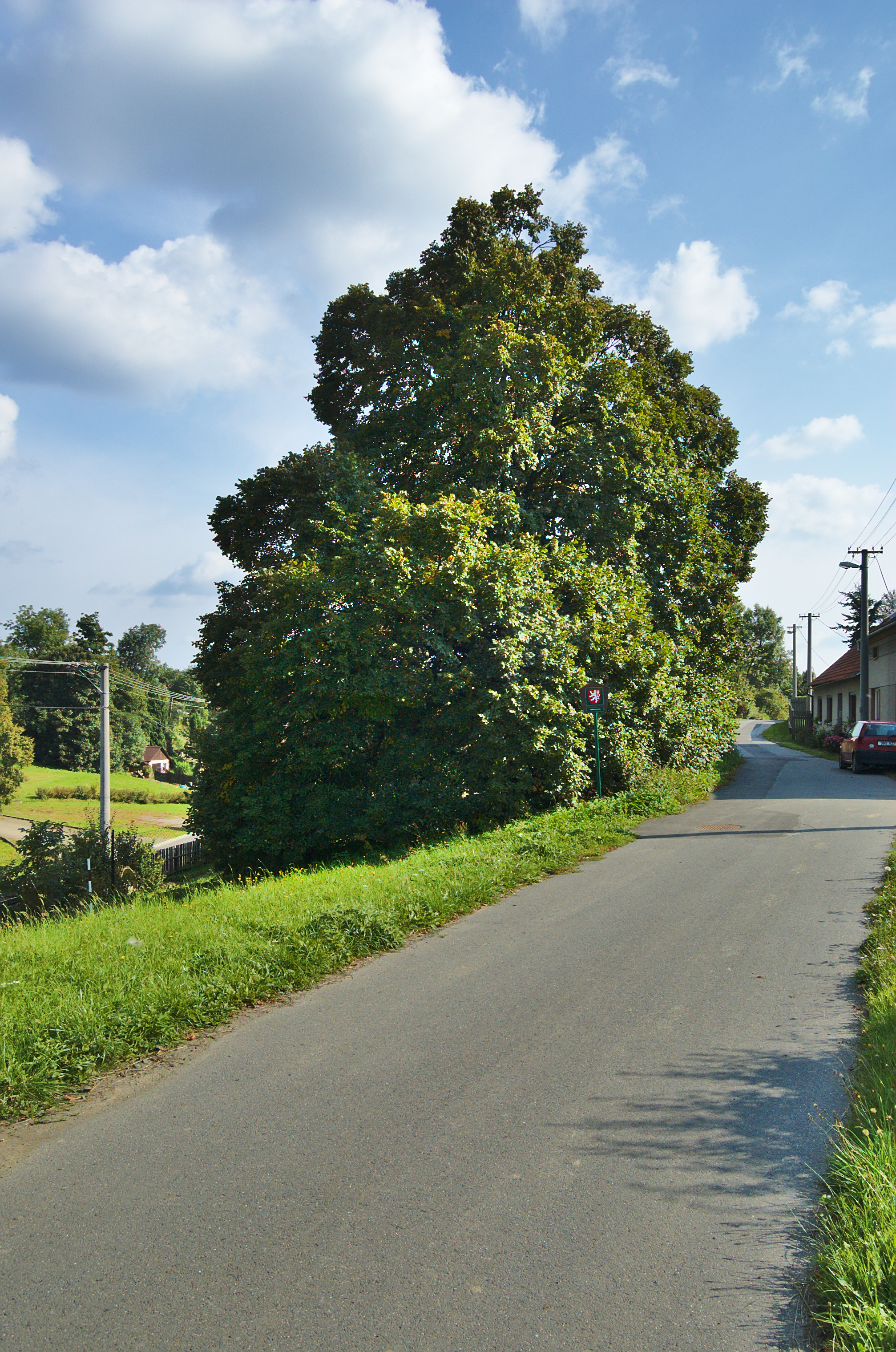
Bódova lípa
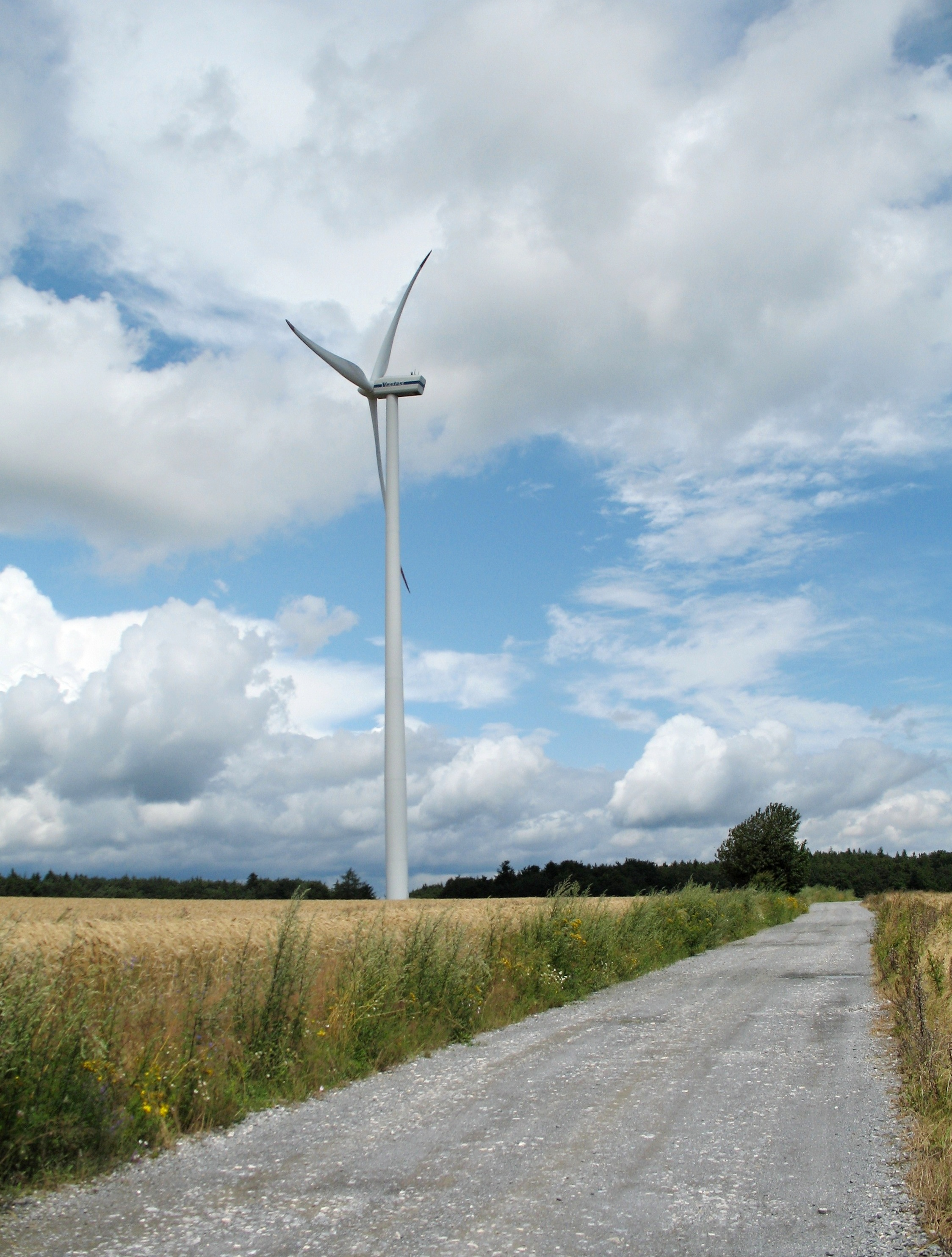
Větrná elektrárna

## Významní rodáci
- Eliška Chrhonková v roce 1956 utekla před válkou spolu s jejím přítelem Michalem Ondrouškem. dožívají spolu v Drahanech
- Vincenc Pořízka (1905–1982), český římskokatolický duchovní a indolog